# Franz Schmier
Franz Schmier OSB (* 8. Dezember 1679 in Grönenbach; † 22. November 1728 in Feldkirch) war ein Benediktiner und Professor des kanonischen Rechts. 

## Leben
Im Jahr 1696 trat Franz Schmier in das Benediktinerkloster in Ottobeuren ein, legte am 8. Dezember die Profess ab, wurde am 22. April 1703 zum Priester geweiht und studierte in der Folge in Salzburg. An der Universität Salzburg wurde er 1706 zum Dr. iuris und Professor des kanonischen Rechts ernannt. 1708 und 1712 wurde er zum Dekan der Juristenfakultät gewählt. Am 6. November 1713 wurde er Rektor der Universität in Salzburg. Das Amt des Rektors behielt er bis zu seinem Tod, legte jedoch die Professur 1715 nieder und widmete sich fortan dem Priorat St. Johann in Feldkirch in Vorarlberg. 1717 wurde er in Salzburg zum Geheimrat ernannt, 1720 in Freising.
1722 veröffentlichte er die Iurisprudentia publica universalis ex iure tum naturali tum divino positivo nec non iure gentium nova et scientifica methodo derivata, eine für die Entwicklung der völkerrechtlichen und staatsrechtlichen Diskussion im 18. Jahrhundert wichtige Schrift. 1728 wurde er zum Apostolischen Protonotar ernannt.
Franz Schmier war der ältere Bruder des Benediktiners Benedikt Schmier.

## Werke
- Iurisprudentia canonico-civilis seu ius canonicum universum iuxta V libros decretalium nova et facili methodo explicatum … in 3 tomos distinctum, Salzburg, 1716
- Iurisprudentia publica universalis ex iure tum naturali tum divino positivo nec non iure gentium nova et scientifica methodo derivata, Salzburg, 1722, 4. Ausgabe 1742
- Consultationes canonicae de coadiutoriis ecclesiarum perpetuis pro ecclesiis Germaniae electivis potissimum conscriptae, Salzburg, 1724
- Iurispr. publica Imperii Rom. Germanici nova et scient. methodo concinnata, Salzburg, 1731, 4. Ausgabe 1742
- Iurispr. practica consiliaria … Opus canonum legumque auctoritate munitum, Augsburg, 1737
- Scholasticum personae ecclesiasticae pro foro poli et soli breviarium, exhibens universam theologiam moralem, controversiis fidei et iuris canonici permixtum, 1733